# 탈카현
탈카현(스페인어: Provincia de Talca)은 칠레 마울레 주를 구성하는 4개의 현 가운데 하나로 현도는 탈카이며 면적은 9,937.8km2, 인구는 370,154명(2012년 기준), 인구 밀도는 37명/km2이다.